# Atletica leggera ai XXII Giochi del Commonwealth
Le competizioni di atletica leggera ai XXII Giochi del Commonwealth si sono svolte il 30 luglio (maratone) e dal 2 al 7 agosto 2022 all'Alexander Stadium.

## Risultati

### Uomini
| Specialità                    | Oro                                                                              | Prestazione | Argento                                                                    | Prestazione | Bronzo                                                              | Prestazione |
| Corse piane                   |                                                                                  |             |                                                                            |             |                                                                     |             |
| 100 m vento: -0,9 m/s         | Ferdinand Omanyala                                                               | 10"02       | Akani Simbine                                                              | 10"13       | Yupun Abeykoon                                                      | 10"14       |
| 200 m vento:                  | Jereem Richards                                                                  | 19"80       | Zharnel Hughes                                                             | 20"12       | Joseph Amoah                                                        | 20"49       |
| 400 m                         | Muzala Samukonga                                                                 | 44"66       | Matthew Hudson-Smith                                                       | 44"81       | Jonathan Jones                                                      | 44"89       |
| 800 m                         | Wycliffe Kinyamal                                                                | 1'47"52     | Peter Bol                                                                  | 1'47"66     | Ben Pattison                                                        | 1'48"25     |
| 1 500 m                       | Oliver Hoare                                                                     | 3'30"12     | Timothy Cheruiyot                                                          | 3'30"21     | Jake Wightman                                                       | 3'30"53     |
| 5 000 m                       | Jacob Kiplimo                                                                    | 13'08"08    | Nicholas Kimeli                                                            | 13'08"19    | Jacob Krop                                                          | 13'08"48    |
| 10 000 m                      | Jacob Kiplimo                                                                    | 27'09"19    | Daniel Ebenyo                                                              | 27'11"26    | Kibiwott Kandie                                                     | 27'20"34    |
| Marcia 10000 m                | Evan Dunfee                                                                      | 38'36"37    | Declan Tingay                                                              | 38'42"33    | Sandeep Kumar                                                       | 38'49"21    |
| Corse a ostacoli              |                                                                                  |             |                                                                            |             |                                                                     |             |
| 110 m hs vento: +0,9 m/s      | Rasheed Broadbell                                                                | 13"08 =     | Shane Brathwaite                                                           | 13"30       | Andrew Pozzi                                                        | 13"37       |
| 400 m hs                      | Kyron McMaster                                                                   | 48"93       | Jaheel Hyde                                                                | 49"78       | Alastair Chalmers                                                   | 49"97       |
| 3 000 m siepi                 | Abraham Kibiwott                                                                 | 8'11"15     | Avinash Sable                                                              | 8'11"20     | Amos Serem                                                          | 8'16"83     |
| Prove su strada               |                                                                                  |             |                                                                            |             |                                                                     |             |
| Maratona                      | Victor Kiplangat                                                                 | 2h10'55"    | Alphonce Simbu                                                             | 2h12'29"    | Michael Githae                                                      | 2h13'16"    |
| Salti                         |                                                                                  |             |                                                                            |             |                                                                     |             |
| Salto in alto                 | Hamish Kerr                                                                      | 2,25 m      | Brandon Starc                                                              | 2,25 m      | Tejaswin Shankar                                                    | 2,22 m      |
| Salto con l'asta              | Kurtis Marschall                                                                 | 5,70 m      | Adam Hague                                                                 | 5,55 m =    | Harry Coppell                                                       | 5,50 m      |
| Salto in lungo                | LaQuan Nairn                                                                     | 8,08 m      | Murali Sreeshankar                                                         | 8,08 m      | Jovan van Vuuren                                                    | 8,06 m      |
| Salto triplo                  | Eldhose Paul                                                                     | 17,03 m w   | Abdulla Aboobacker                                                         | 17,02 m     | Jah-Nhai Perinchief                                                 | 16,92 m     |
| Lanci                         |                                                                                  |             |                                                                            |             |                                                                     |             |
| Getto del peso                | Tomas Walsh                                                                      | 22,26 m     | Jacko Gill                                                                 | 21,90 m     | Scott Lincoln                                                       | 20,57 m     |
| Lancio del disco              | Matthew Denny                                                                    | 67,26 m     | Lawrence Okoye                                                             | 64,99 m     | Traves Smikle                                                       | 64,58 m     |
| Lancio del martello           | Nick Miller                                                                      | 76,43 m     | Ethan Katzberg                                                             | 76,36 m     | Alexandros Poursanidis                                              | 73,97 m     |
| Lancio del giavellotto        | Arshad Nadeem                                                                    | 90,18 m     | Anderson Peters                                                            | 88,64 m     | Julius Yego                                                         | 85,70 m     |
| Staffette                     |                                                                                  |             |                                                                            |             |                                                                     |             |
| Staffetta 4×100 m             | Inghilterra Jona Efoloko Zharnel Hughes Nethaneel Mitchell-Blake Ojie Edoburun   | 38"35       | Trinidad e Tobago Jerod Elcock Eric Harrison Jr. Kion Benjamin Kyle Greaux | 38"70       | Nigeria Udodi Onwuzurike Favour Ashe Alaba Akintola Raymond Ekevwo  | 38"81       |
| Staffetta 4×400 m             | Trinidad e Tobago Dwight St. Hillaire Asa Guevara Machel Cedenio Jereem Richards | 3'01"29     | Botswana Leungo Scotch Zibane Ngozi Anthony Pesela Bayapo Ndori            | 3'01"85     | Kenya Wiseman Mukhobe Mike Nyang'au William Rayian Boniface Mweresa | 3'02"41     |
| Prove multiple                |                                                                                  |             |                                                                            |             |                                                                     |             |
| Decathlon                     | Lindon Victor                                                                    | 8233 p      | Daniel Golubovic                                                           | 8197 p      | Cedric Dubler                                                       | 8030 p      |
| Discipline paralimpiche       |                                                                                  |             |                                                                            |             |                                                                     |             |
| 100 m vento: +3,7 m/s T11/12  | Ndodomzi Ntutu                                                                   | 10"83 w     | Zachary Alexander Shaw                                                     | 10"90 w     | Ananias Shikongo                                                    | 10"95 w     |
| 100 m vento: -0,3 m/s T37/38  | Evan O'Hanlon                                                                    | 11"23       | Charl du Toit                                                              | 11"54       | Zachary Gingras                                                     | 11"65       |
| 100 m vento: +0,5 m/s T45-47  | Emmanuel Oyinbo-Coker                                                            | 10"94       | Jaydon Page                                                                | 11"10       | Ola Abidogun                                                        | 11"13       |
| 1500 m T53/54                 |                                                                                  |             |                                                                            |             |                                                                     |             |
| Maratona T53/54               | Johnboy Smith                                                                    | 1h41'15"    | Sean Frame                                                                 | 1h45'49"    | Simon Lawson                                                        | 1h45'59"    |
| Lancio del disco F42-44/61-64 | Aled Davies                                                                      | 51,39 m     | Palitha Halgahawela Gedara                                                 | 44,20 m     | Harrison Walsh                                                      | 54,76 m     |

### Donne
| Specialità                    | Oro                                                                        | Prestazione | Argento                                                                 | Prestazione | Bronzo                                                                      | Prestazione |
| Corse piane                   |                                                                            |             |                                                                         |             |                                                                             |             |
| 100 m vento: +0,4 m/s         | Elaine Thompson-Herah                                                      | 10"95       | Julien Alfred                                                           | 11"01       | Daryll Neita                                                                | 11"07       |
| 200 m vento: +0,6 m/s         | Elaine Thompson-Herah                                                      | 22"02       | Favour Ofili                                                            | 22"51       | Christine Mboma                                                             | 22"80       |
| 400 m                         | Sada Williams                                                              | 49"48       | Victoria Ohuruogu                                                       | 50"72       | Jodie Williams                                                              | 51"26       |
| 800 m                         | Mary Moraa                                                                 | 1'57"07     | Keely Hodgkinson                                                        | 1'57"40     | Laura Muir                                                                  | 1'57"87     |
| 1 500 m                       | Laura Muir                                                                 | 4'02"75     | Ciara Mageean                                                           | 4'04"14     | Abbey Caldwell                                                              | 4'04"79     |
| 5 000 m                       | Beatrice Chebet                                                            | 14'38"21    | Eilish McColgan                                                         | 14'42"14    | Selah Jepleting Busienei                                                    | 14'48"24    |
| 10 000 m                      | Eilish McColgan                                                            | 30'48"60    | Irine Chepet Cheptai                                                    | 30'49"52    | Sheila Chepkirui Kiprotich                                                  | 31'09"46    |
| Marcia 10000 m                | Jemima Montag                                                              | 42'34"30    | Priyanka Goswami                                                        | 43'38"83    | Emily Wamusyi Ngii                                                          | 43'50"86    |
| Corse a ostacoli              |                                                                            |             |                                                                         |             |                                                                             |             |
| 100 m hs vento: -0,2 m/s      | Tobi Amusan                                                                | 12"30       | Devynne Charlton                                                        | 12"58       | Cindy Sember                                                                | 12"59       |
| 400 m hs                      | Janieve Russell                                                            | 54"14       | Shiann Salmon                                                           | 54"47       | Zenéy van der Walt                                                          | 54"47       |
| 3 000 m siepi                 | Jackline Chepkoech                                                         | 9'15"68     | Elizabeth Bird                                                          | 9'17"79     | Peruth Chemutai                                                             | 9'23"24     |
| Prove su strada               |                                                                            |             |                                                                         |             |                                                                             |             |
| Maratona                      | Jessica Stenson                                                            | 2h27'31"    | Margaret Wangari Muriuki                                                | 2h28'00"    | Helalia Johannes                                                            | 2h28'39"    |
| Salti                         |                                                                            |             |                                                                         |             |                                                                             |             |
| Salto in alto                 | Lamara Distin                                                              | 1,95 m      | Eleanor Patterson                                                       | 1,92 m      | Kimberly Williamson                                                         | 1,92 m      |
| Salto in lungo                | Ese Brume                                                                  | 7,00 m      | Brooke Buschkuehl                                                       | 6,95 m      | Deborah Acquah                                                              | 6,94 m      |
| Salto con l'asta              | Nina Kennedy                                                               | 4,60 m      | Molly Caudery                                                           | 4,45 m      | Imogen Ayris                                                                | 4,45 m =    |
| Salto triplo                  | Shanieka Ricketts                                                          | 14,94 m     | Thea LaFond                                                             | 14,39 m     | Naomi Metzger                                                               | 14,37 m     |
| Lanci                         |                                                                            |             |                                                                         |             |                                                                             |             |
| Getto del peso                | Sarah Mitton                                                               | 19,03 m     | Danniel Thomas-Dodd                                                     | 18,98 m     | Maddison-Lee Wesche                                                         | 18,84 m     |
| Lancio del disco              | Chioma Onyekwere                                                           | 61,70 m     | Jade Lally                                                              | 58,42 m     | Obiageri Amaechi                                                            | 56,99 m     |
| Lancio del martello           | Camryn Rogers                                                              | 74,68 m     | Julia Ratcliffe                                                         | 69,63 m     | Jillian Weir                                                                | 67,35 m     |
| Lancio del giavellotto        | Kelsey-Lee Barber                                                          | 64,34 m     | Mackenzie Little                                                        | 64,27 m     | Annu Rani                                                                   | 60,00 m     |
| Staffette                     |                                                                            |             |                                                                         |             |                                                                             |             |
| Staffetta 4×100 m             | Nigeria Tobi Amusan Favour Ofili Rosemary Chukwuma Nzubechi Grace Nwokocha | 42"10       | Inghilterra Asha Philip Imani Lansiquot Bianca Williams Daryll Neita    | 42"41       | Giamaica Kemba Nelson Natalliah Whyte Remona Burchell Elaine Thompson-Herah | 43"08       |
| Staffetta 4×400 m             | Canada Natassha McDonald Aiyanna Stiverne Micha Powell Kyra Constantine    | 3'25"84     | Giamaica Shiann Salmon Junelle Bromfield Roneisha McGregor Natoya Goule | 3'26"93     | Scozia Zoey Clark Beth Dobbin Jill Cherry Nicole Yeargin                    | 3'30"15     |
| Prove multiple                |                                                                            |             |                                                                         |             |                                                                             |             |
| Eptathlon                     | Katarina Johnson-Thompson                                                  | 6377 p.     | Kate O'Connor                                                           | 6233 p.     | Jade O'Dowda                                                                | 6212 p.     |
| Discipline paralimpiche       |                                                                            |             |                                                                         |             |                                                                             |             |
| 100 m vento: +1,7 m/s T33/34  | Hannah Cockroft                                                            | 16"84       | Kare Adenegan                                                           | 17"79       | Fabienne Andre                                                              | 19"58       |
| 100 m vento: +0,6 m/s T37/38  | Olivia Breen                                                               | 12"83       | Sophie Hahn                                                             | 13"09       | Rhiannon Clarke                                                             | 13"23       |
| 1500 m T53/54                 | Madison de Rozario                                                         | 3'53"03     | Angela Ballard                                                          | 3'53"30     | Samantha Kinghorn                                                           | 3'53"38     |
| Maratona T53/54               | Madison de Rozario                                                         | 1h56'00"    | Eden Rainbow-Cooper                                                     | 1h59'45"    | Shelly Oxley-Woods                                                          | 2h03'39"    |
| Lancio del peso F55-57        | Eucharia Iyiazi                                                            | 10,03 m     | Arlette Mawe Fokoa                                                      | 9,38 m      | Ugochi Alam                                                                 | 9,30 m      |
| Lancio del disco F42-44/61-64 | Goodness Chiemerie Nwachukwu                                               | 36,56 m     | Sarah Edmiston                                                          | 34,96 m     | Naibili Vatunisolo                                                          | 23,70 m     |

## Medagliere
| Posizione | Paese                     | Oro | Argento | Bronzo | Totale |
| --------- | ------------------------- | --- | ------- | ------ | ------ |
| 1         | Australia                 | 10  | 10      | 4      | 24     |
| 2         | Inghilterra               | 7   | 15      | 12     | 34     |
| 3         | Kenya                     | 6   | 5       | 9      | 20     |
| 4         | Giamaica                  | 6   | 4       | 3      | 13     |
| 5         | Nigeria                   | 6   | 1       | 3      | 10     |
| 6         | Canada                    | 4   | 1       | 2      | 7      |
| 7         | Uganda                    | 3   | 0       | 1      | 4      |
| 8         | Scozia                    | 2   | 2       | 4      | 8      |
| 9         | Nuova Zelanda             | 2   | 2       | 2      | 6      |
| 10        | Trinidad e Tobago         | 2   | 1       | 0      | 3      |
| 11        | Galles                    | 2   | 0       | 1      | 3      |
| 12        | India                     | 1   | 4       | 3      | 8      |
| 13        | Sudafrica                 | 1   | 2       | 2      | 5      |
| 14        | Barbados                  | 1   | 1       | 1      | 3      |
| 15        | Bahamas                   | 1   | 1       | 0      | 2      |
| 15        | Grenada                   | 1   | 1       | 0      | 2      |
| 17        | Isole Vergini Britanniche | 1   | 0       | 0      | 1      |
| 17        | Pakistan                  | 1   | 0       | 0      | 1      |
| 17        | Zambia                    | 1   | 0       | 0      | 1      |
| 20        | Irlanda del Nord          | 0   | 2       | 0      | 2      |
| 21        | Sri Lanka                 | 0   | 1       | 1      | 2      |
| 22        | Botswana                  | 0   | 1       | 0      | 1      |
| 22        | Camerun                   | 0   | 1       | 0      | 1      |
| 22        | Dominica                  | 0   | 1       | 0      | 1      |
| 22        | Saint Lucia               | 0   | 1       | 0      | 1      |
| 22        | Tanzania                  | 0   | 1       | 0      | 1      |
| 27        | Namibia                   | 0   | 0       | 3      | 3      |
| 28        | Ghana                     | 0   | 0       | 2      | 2      |
| 29        | Bermuda                   | 0   | 0       | 1      | 1      |
| 29        | Cipro                     | 0   | 0       | 1      | 1      |
| 29        | Figi                      | 0   | 0       | 1      | 1      |
| 29        | Guernsey                  | 0   | 0       | 1      | 1      |
| Totale    | Totale                    | 58  | 58      | 57     | 173    |